# Ligue européenne masculine de volley-ball 2008
Navigation
2007 2009
Le 5e Ligue européenne de volley-ball masculin s'est déroulée du 13 juin au 20 juillet 2008. La phase finale a eu lieu du 19 au 20 juillet 2008 à Bursa en Turquie.

## Tour préliminaire

### Composition des groupes
| Poule A                                     | Poule B                                |
| ------------------------------------------- | -------------------------------------- |
| Grèce Pays-Bas Portugal Pologne Royaume-Uni | Allemagne Autriche Biélorussie Turquie |

### Poule A
| No | Équipe      | Points | Matches | Matches | Matches | Sets | Sets   | Sets  | Points | Points | Points |
| No | Équipe      | Points | joués   | gagnés  | perdus  | pour | contre | Ratio | pour   | contre | Ratio  |
| -- | ----------- | ------ | ------- | ------- | ------- | ---- | ------ | ----- | ------ | ------ | ------ |
| 1  | Pays-Bas    | 24     | 12      | 12      | 0       | 36   | 11     | 3.273 | 1096   | 951    | 1.152  |
| 2  | Slovaquie   | 20     | 12      | 8       | 4       | 29   | 16     | 1.812 | 1025   | 936    | 1.095  |
| 3  | Grèce       | 16     | 12      | 4       | 8       | 21   | 25     | 0.840 | 1019   | 1029   | 0.990  |
| 4  | Portugal    | 16     | 12      | 4       | 8       | 18   | 26     | 0.692 | 954    | 1003   | 0.951  |
| 5  | Royaume-Uni | 14     | 12      | 2       | 10      | 7    | 33     | 0.212 | 796    | 971    | 0.820  |

### Poule B
| No | Équipe      | Points | Matches | Matches | Matches | Sets | Sets   | Sets  | Points | Points | Points |
| No | Équipe      | Points | joués   | gagnés  | perdus  | pour | contre | Ratio | pour   | contre | Ratio  |
| -- | ----------- | ------ | ------- | ------- | ------- | ---- | ------ | ----- | ------ | ------ | ------ |
| 1  | Allemagne   | 20     | 12      | 8       | 4       | 27   | 18     | 1.500 | 1059   | 970    | 1.092  |
| 2  | Turquie     | 18     | 12      | 6       | 6       | 24   | 24     | 1.000 | 1055   | 1070   | 0.986  |
| 3  | Biélorussie | 18     | 12      | 6       | 6       | 22   | 25     | 0.880 | 1059   | 1093   | 0.969  |
| 4  | Autriche    | 16     | 12      | 4       | 8       | 19   | 25     | 0.760 | 993    | 1033   | 0.961  |

## Phase finale

### Classements 1-4
|  | Demi-finales                                    | Demi-finales                                    |                        |   | Finale                                          | Finale                                          |
|  | Demi-finales                                    | Demi-finales                                    |                        |   | Finale                                          | Finale                                          |
|  |                                                 |                                                 |                        |   |                                                 |                                                 |
|  | Bursa, 19-07-08 (27:25 25:21 13:25 17:25 19:17) | Bursa, 19-07-08 (27:25 25:21 13:25 17:25 19:17) |                        |   | Bursa, 20-07-08 (25:23 25:23 16:25 22:25 13:15) | Bursa, 20-07-08 (25:23 25:23 16:25 22:25 13:15) |
|  | Bursa, 19-07-08 (27:25 25:21 13:25 17:25 19:17) | Bursa, 19-07-08 (27:25 25:21 13:25 17:25 19:17) |                        |   | Bursa, 20-07-08 (25:23 25:23 16:25 22:25 13:15) | Bursa, 20-07-08 (25:23 25:23 16:25 22:25 13:15) |
|  | Slovaquie                                       | 3                                               |                        |   | Bursa, 20-07-08 (25:23 25:23 16:25 22:25 13:15) | Bursa, 20-07-08 (25:23 25:23 16:25 22:25 13:15) |
|  | Slovaquie                                       | 3                                               |                        |   | Bursa, 20-07-08 (25:23 25:23 16:25 22:25 13:15) | Bursa, 20-07-08 (25:23 25:23 16:25 22:25 13:15) |
|  | Allemagne                                       | 2                                               |                        |   | Bursa, 20-07-08 (25:23 25:23 16:25 22:25 13:15) | Bursa, 20-07-08 (25:23 25:23 16:25 22:25 13:15) |
|  | Allemagne                                       | 2                                               | Slovaquie              | 3 |                                                 |                                                 |
|  | Bursa, 19-07-08 (25:21 25:19 31:33 25:16)       |                                                 | Slovaquie              | 3 |                                                 |                                                 |
|  |                                                 | Pays-Bas                                        | 1                      |   |                                                 |                                                 |
|  | Pays-Bas                                        | Pays-Bas                                        | 1                      | 3 |                                                 |                                                 |
|  | Pays-Bas                                        |                                                 |                        | 3 |                                                 |                                                 |
|  | Turquie                                         | 1                                               |                        |   |                                                 |                                                 |
|  | Turquie                                         | 1                                               | Match pour la 3e place |   |                                                 |                                                 |
|  |                                                 |                                                 |                        |   |                                                 |                                                 |
|  | Bursa, 20-07-08 (25:21 25:18 20:25 25:23)       |                                                 |                        |   |                                                 |                                                 |
|  |                                                 |                                                 |                        |   |                                                 |                                                 |
|  | Allemagne                                       | 2                                               |                        |   |                                                 |                                                 |
|  | Allemagne                                       | 2                                               |                        |   |                                                 |                                                 |
|  | Turquie                                         | 3                                               |                        |   |                                                 |                                                 |
|  | Turquie                                         | 3                                               |                        |   |                                                 |                                                 |

## Classement final
| Place              | Équipe          |
| ------------------ | --------------- |
| Médaille d'or      | Slovaquie       |
| Médaille d'argent  | Pays-Bas        |
| Médaille de bronze | Turquie         |
| 4                  | Allemagne       |
| 5                  | Biélorussie     |
| 6                  | Grèce           |
| 7                  | Autriche        |
| 8                  | Portugal        |
| 9                  | Grande-Bretagne |

## Distinctions individuelles
- MVP : Martin Sopko
- Meilleur marqueur : György Grozer
- Meilleur attaquant : Volkan Güc
- Meilleur serveur : Martin Sopko
- Meilleur contreur : Tomas Kmet
- Meilleur libero : Jelte Maan
- Meilleur passeur : Yannick van Harskamp
- Meilleur réceptionneur : Ferdinand Tille